# Kensuke Koike
Kensuke Koike (jap. 小池 健輔, Koike Kensuke; * 28. Juni 1980 in Nagoya, Präfektur Aichi) ist ein japanischer Künstler.

## Ausstellungen

### Einzelausstellungen (Auswahl)
- 2009: Aliens' Lounge, Virgil de Voldère Gallery, New York City.[1]
- 2009: There's still much to do, Perugi Artecontemporanea, Padua.[2]
- 2006: Stretching for dummies, Perugi Artecontemporanea, Padua.[3]